# Technikakademie der Stadt Braunschweig
Die Technikakademie der Stadt Braunschweig ist eine staatliche Fachschule Technik in Braunschweig. Sie bildet Staatlich geprüfte Techniker und Technikerinnen in vier verschiedenen technischen Fachrichtungen aus. Der Abschluss wird im Europäischen Qualifikationsrahmen auf Level 6 eingestuft. Die Technikakademie pflegt zahlreiche Kooperationen mit anderen Bildungseinrichtungen. Durch diese Kooperationen werden ergänzende oder weiterführende Qualifizierungen für die Absolventen und Absolventinnen ermöglicht. So ermöglicht eine Kooperation mit der  University of Bolton das beschleunigte Erreichen eines Abschlusses als Bachelor of Engineering.

## Bildungsangebot

### Fachrichtungen
Es gibt derzeit vier Fachrichtungen an der Akademie: Elektrotechnik, Fahrzeugtechnik, Maschinentechnik und Mechatronik. Die Fachrichtung Maschinentechnik bietet zwei Schwerpunkte an: Allgemeine Maschinentechnik und Konstruktionstechnik. Die Fachrichtung Elektrotechnik bietet drei Schwerpunkte an: Allgemeine Elektrotechnik, Datenverarbeitungs- und Kommunikationstechnik sowie Energietechnik und Prozessautomatisierung. In der Teilzeitform wird der Schwerpunkt Industrie 4.0 fachrichtungsübergreifend angeboten. Die reguläre Ausbildungsdauer beträgt in Vollzeit zwei Jahre. In Teilzeit werden regulär vier Jahre benötigt.
- Berufsübergreifender Lernbereich  (Mathematik, Deutsch, Englisch, Politik)
- Elektrotechnik  (Allgemeine Elektrotechnik, Datenverarbeitungstechnik, Kommunikationstechnik, Energietechnik, Prozessautomatisierung, Robotik)
- Maschinentechnik  (Technische Mechanik, Produktionsmanagement, Fertigungstechnik, CAD und Konstruktionstechnik, Steuerungstechnik, Robotik)
- Mechatronik  (Robotik, elektrische Antriebstechnik, Sensorik, Elektronik, CAD und Konstruktionstechnik, Automatisierungstechnik)
- Fahrzeugtechnik  (Alternative Antriebe, Fahrdynamik, Sensorik, Fahrzeugelektronik)

### Zusatzqualifikationen
Die Technikakademie organisiert Vorbereitungskurse für die Technikerausbildung bzw. für ein anschließendes Bachelor-Studium. Es werden auch Kurse zur Ergänzung der regulären Ausbildung angeboten. Für angehende Techniker und Technikerinnen in der Teilzeitausbildung besteht bei einigen Kursen die Möglichkeit Bildungsurlaub beim Arbeitgeber zu beantragen.
- Vorbereitungskurse  (Deutsch und Englisch)
- Ausbildung der Ausbilder (IHK)  (mit Zertifikats-Abschluss)
- Basic-MTM  (mit Zertifikats-Abschluss)
- Rhetorik-Kurse  (zur Berufsvorbereitung)
- Bewerbungstraining  (zur Berufsvorbereitung)

### Bachelor-Studium
Fachrichtungsbezogen enthält die Technikerausbildung zahlreiche Module, die auf ein Bachelor-Studium an einer Hochschule angerechnet werden können. Die Studiendauer an einer Fachhochschule oder Universität kann durch Anrechnung einzelner Module aus der Technikerausbildung verkürzt werden. Die Technikakademie Braunschweig hat mit einigen Fachhochschulen bzw. Universitäten Partnerschaften etabliert, um den Absolventen und Absolventinnen die Anerkennung bereits absolvierter Module für das Bachelor-Studium zu vereinfachen. Seit 2019 besteht im Rahmen einer neuen Kooperation mit der University of Bolton (England GB) für alle Fachrichtungen der TAB die Möglichkeit unter vollständiger Anerkennung (120 ECTS) das Studium in Bolton mit dem Bachelor-Grad abzuschließen. An der TU Clausthal können für die Fachrichtungen Maschinentechnik und Mechatronik bis zu 62 ECTS anerkannt werden und an der Ostfalia Hochschule können für die Fachrichtung Elektrotechnik bis zu 45 ECTS anerkannt werden. Auch für den Studiengang Wirtschaftsingenieurwesen können an der Hochschule Harz Module aus der Technikerausbildung anerkannt werden. Für Absolventen der Fachrichtung Mechatronik verkürzt sich das Bachelorstudium an der hochschule 21 in Buxtehude um drei dreimonatige Theoriemodule und um ein dreimonatiges Praxismodul. Dadurch ergibt sich eine Verkürzung des Studiums in Buxtehude um zwei volle Semester.

## Geschichte
In der Chronik der Stadt Braunschweig wird erstmals im März 1970 der Umzug der Technikerschule der Stadt Braunschweig an den heutigen Standort der Technikakademie in der Kastanienallee erwähnt. Im Februar 1974 nimmt mit Peter von Oertzen erstmals ein Kultusminister an der Vollversammlung der Technikerschule teil.
Die Umbenennung der Technikerschule der Stadt Braunschweig in Technikakademie der Stadt Braunschweig wird schließlich am 16. April 2009 durchgeführt.
Der im Jahr 2014 erstmals vergebene BVT-Award wurde an zwei Studierende der Fachrichtung Mechatronik verliehen. Das Thema der prämierten Abschlussarbeit lautete „SAMBA – Störarme Signalübertragung“ und behandelte den Einsatz von Piezosensoren für luftfahrttechnische Maschinenelemente. Die Arbeit wurde am Deutschen Zentrum für Luft- und Raumfahrt in Braunschweig erstellt. Der Preis des Bundesverbandes höherer Berufe der Technik, Wirtschaft und Gestaltung wird für qualitativ hervorragende Abschlussarbeiten an Technikakademien verliehen.
Im Jahr 2018 wurde die Abschlussarbeit „3D-Roboterhand“ mit dem zweiten Platz im BVT-Award prämiert. Einen weiteren 1. Platz erreichte die Arbeit „Datenerfassung und -auswertung für einen Kleinmotorenprüfstand“ im Jahr 2019.

## Partnerschaften
Die Technikakademie der Stadt Braunschweig kooperiert mit zahlreichen Bildungseinrichtungen und mit Unternehmen der Wirtschaft. Die Partnerschaften werden dabei entweder direkt durch die Akademie gepflegt oder durch den Förderkreis der Technikakademie.

### Bildungseinrichtungen
- University of Bolton
- Technische Universität Clausthal
- Hochschule Harz
- Ostfalia Hochschule für angewandte Wissenschaften
- hochschule 21
- IHK Braunschweig

### Unternehmen
- add solution GmbH
- Benteler
- Dräxlmaier
- enescar
- H&D International Group
- IGS Development GmbH
- Kromberg & Schubert GmbH
- MGA Ingenieurdienstleistungen GmbH